# Mumifikacja (BDSM)
Uzasadnienie: Mumifikacja jest jednym z rodzajów krępowania(bondage)

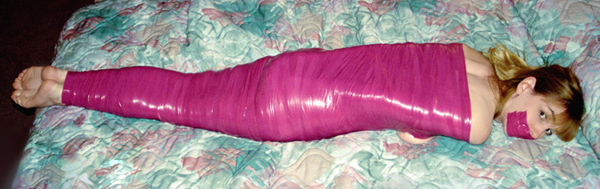
Mumifikacja podczas sesji BDSM

Mumifikacja (BDSM) – seksualną praktyka wyspecjalizowanej niewoli, w której ciało lub poszczególne części ciała są owinięte odpowiednim materiałem, co znacznie ogranicza swobodę ruchów.
Oprócz owijania poszczególnych części ciała, powszechne metody obejmują owijanie od stóp do głów materiałami, takimi jak folia spożywcza, folia stretch, taśma bondage, ręczniki, bandaże, gumki, taśma klejąca, opatrunek gipsowy i torba foliowa. Podobny efekt uzyskuje się przy użyciu worków saunowych, łóżek próżniowych lub kaftanów bezpieczeństwa.
Ze względu na częściowo odczuwaną deprywację sensoryczną osoba tak urzeczona może w niektórych przypadkach odczuwać przyjemny stan, a poczucie bezradności i braku wolności również może odgrywać pewną rolę. Możliwe jest również wykorzystanie jako kary w erotycznej grze z podziałem na role, szczególnie w grę edukacyjną. W przypadku fetyszystów użycie pewnych materiałów, takich jak skóra lub lycra, może przynosić dodatkową satysfakcję. Ponadto te sauny, znane również jako bodybag w krajach anglojęzycznych, są bezpieczniejsze, ponieważ gwarantują szybsze i bez narzędziowe uwolnienie w nagłych wypadkach.